# 好收 (嘉義縣)
好收，臺灣話口語上稱火燒庄，是臺灣嘉義縣民雄鄉的一個傳統地域名稱，位於該鄉中部偏東北，並延伸至北部邊界偏東地帶。相較於今日行政區，其範圍大致包括豐收村、三興村西北端。

## 歷史
台灣日治初期，好收地區為一街庄（舊制街庄），稱為「好收庄」，隸屬於打貓南堡。該庄西北與崙仔頂庄為鄰，東北隔三疊溪與頂員林庄、中坑庄為界，東南邊為陳厝藔庄、松仔腳庄，西南邊為東勢湖庄。
1901年（日治明治三十四年）11月11日，全台設置二十廳，該庄隸屬於嘉義廳。1904年（明治三十七年）2月15日，該庄編入「崙仔頂區」，隸屬於嘉義廳。1909年（明治四十二年）10月25日，全台整併二十廳為十二廳，該庄仍隸屬於嘉義廳。1910年（明治四十三年）1月18日，各區管轄區域調整，該庄改隸屬於嘉義廳的「打貓區」。
1920年（大正九年）10月1日，全台廢十二廳改設五州二廳，該庄改制為「好收」大字，隸屬於臺南州嘉義郡民雄庄（新制街庄）。
戰後民雄庄改制為民雄鄉，隸屬於臺南縣，大字亦改制為村。1950年（民國39年）10月，雲、嘉、南分治，民雄鄉改隸屬於嘉義縣。

## 聚落
本地區發展較早的聚落有好收、下山仔腳、頂山仔腳等，在日治初期的官方地圖上已有記載。

## 交通
縣道162乙線是大林至大崎的道路，經過本地區下山仔腳聚落。由該道路北行可前往大林鎮大林市區南側，並止於縣道162號轉角路口暨鄉道嘉99線路口；南行可前往大崎腳地區，並止於縣道166號路口。
鄉道嘉88線是崙尾至頂土庫的道路。
鄉道嘉104-2線是溪底部至田頂的道路。
鄉道嘉105線是虎尾寮至北勢仔的道路。
鄉道嘉106線是菁埔至大草埔的道路。
鄉道嘉106-1線是山仔腳至麻園寮的道路。

## 學校
- 國立中正大學（部分）